# День оккупации Латвийской Республики

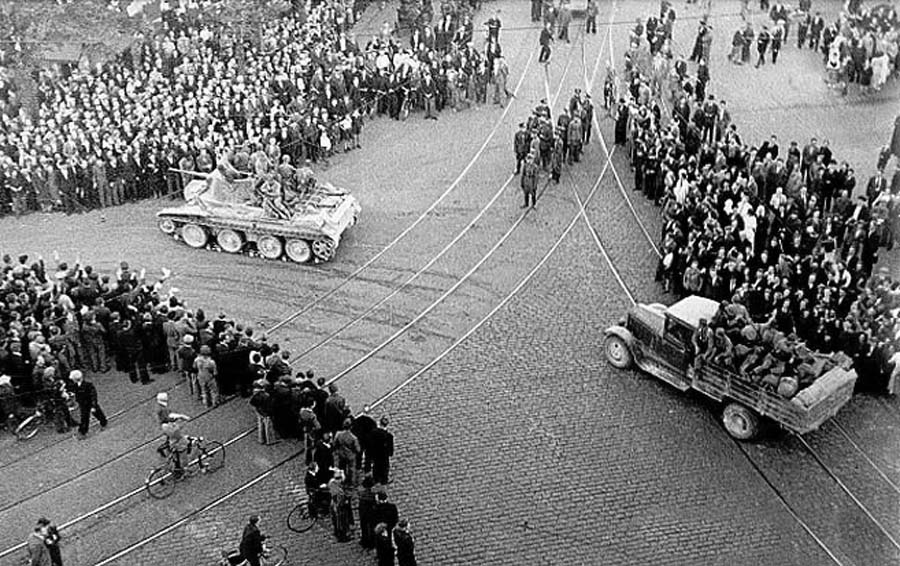
Войска Красной армии входят в Ригу.

День оккупации Латвийской Республики (латыш. Latvijas Republikas okupācijas diena) — памятная дата в Латвийской Республике, отмечаемая 17 июня каждого года в память событий 17 июня 1940 года, когда Союз Советских Социалистических Республик оккупировал Латвийскую Республику.

## Хронология событий
В ночь на 15 июня 1940 года советские пограничные войска атаковали латвийских пограничников в нескольких пунктах. В ходе внезапного нападения с советской стороны латвийский кордон Масленки был уничтожен. Сотрудниками НКВД было убито 5 человек и взято в плен 37, из которых 10 были пограничниками, а 27 гражданскими лицами. Позже все пленники были отпущены, кроме крестьянина Дмитрия Маслова, расстрелянного весной 1942 года по обвинению в шпионаже.
На следующий день министр иностранных дел СССР Вячеслав Молотов предъявил ультиматум латвийскому послу в Москве Фрицису Коциньшу, в котором призвал к отставке латвийского правительства и потребовал ввода войск СССР в Латвию в неограниченном количестве. 17 июня 1940 года советские войска вошли в Латвию, и фактическая власть в стране перешла к посольству СССР в Риге, под контролем которого были сформированы новые органы власти и обеспечено присоединение Латвии к СССР.
Историк Инесис Фелдманис утверждает, что подавляющее большинство государств мира расценивает данные события как нарушение международного права и ранее заключённого мирного договора между данными государствами.
На сайте Музея оккупации Латвии сказано, что Советская оккупация длилась до восстановления независимости Латвии.